# Cessna Citation Latitude
Pour les articles homonymes, voir Latitude (homonymie).
Dimensions
Le Cessna Latitude est un avion d'affaires à réaction entré en service en 2015. Il appartient à la gamme Cessna Citation.

## Conception et développement
Le projet Citation Latitude a été annoncé par Cessna à la convention annuelle de la National Business Aviation Association (en) (NBAA) en octobre 2011. Il s'agit d'un avion plus grand que le Cessna Citation XLS+ et moins cher que le Cessna Citation Sovereign. 
Il dispose de 9 places et est équipé de 2 turboréacteurs Pratt & Whitney Canada PW306D1 et de l'avionique Garmin G5000. Son fuselage est entièrement métallique, avec un empennage cruciforme.
Il peut transporter jusqu'à huit passagers avec une charge utile de carburant plein de 1.000 livres (454 kg) avec une vitesse de croisière maximale de 442 nœuds, une vitesse sol (819 kilomètres à l’heure) et une distance franchissable de 2 000 milles nautiques (3 704 km). Selon les spécifications,  l'avion peut être exploité sur les aéroports avec des pistes courtes de l’ordre de  3900 pieds (1189 mètres). Le plafond pratique maximum est de 45.000 pieds (13716 mètres) et peut grimper directement à 43 000 pieds (13 106 mètres) en 23 minutes.
La cabine principale pour les passagers est de 77 pouces de large (1,95 m) avec une hauteur de 72 pouces (1,83 mètre), soit la plus large dans l'histoire du constructeur. La disposition des sièges standards accueille les passagers dans un club unique avec un avant, orientés vers le côté double canapé. Six sièges piédestal  avant et arrière de 7 pouces (0,18 m) et latéralement 4 pouces (0,10 m) sur la base du siège avec 180 degrés de capacité de pivotement et positions d'inclinaison infinies. 